# ロバート・J・ロー
ロバート・ジェイムズ・ロー（Robert james Lowe 1986年 - ）は、言語学者である。
現在はお茶の水女子大学文教育学部言語文化学科准教授である。

## 概要
2008年から2012年までニューカッスル大学で社会学の教授。ここで学士号を取得。
2012年から2017年までノッティンガム大学で応用言語学の教授。ここで修士号を取得。
2017年からカンタベリー・クライスト・チャーチ大学で応用言語学の教授。ここで博士号を取得。